# Caloptilia perixesta
Caloptilia perixesta là một loài bướm đêm thuộc họ Gracillariidae. Nó được tìm thấy ở Queensland.